# Лакша
Ла́кша — село в Богородском районе Нижегородской области. Входит в состав Шапкинского сельсовета.
Село располагается на левом берегу реки Кудьмы.
В селе расположено отделение Почты России (индекс 607628).